# C/1907 G1
C/1907 G1 (Grigg–Mellish)是一顆長週期彗星，由約翰·格里格（John Grigg）和約翰·愛德華·梅利甚（John E. Mellish）於1907年4月獨立發現。
這顆彗星被認定為孔雀座δ流星雨的母體。

## 歷史
1907年4月8日，紐西蘭的約翰·格里格 (John Grigg) 在雕具座α附近發現了一個星雲狀物體，但這一發現並沒有及時得到傳播，以至於南半球的觀察者無法證實這一發現。4月14日，威斯康辛州麥迪遜市的業餘天文學家約翰·E·梅利甚 (John E. Mellish) 獨立發現了這顆彗星。這顆彗星被發現時視星等為11等。
愛德華·愛默生·巴納德在4月13日拍攝的照相底片中發現了這顆彗星，當時他正在搜尋彗星C/1907 E1 (賈可比尼) 。在彗星暴露的一小時內，彗星形成了一條長13.6角分的軌跡。根據報道，4月16日，彗星的彗髮直徑為2角分，彗尾長達8角分。5月7日，這顆彗星迅速變暗，即使使用利克天文台的36吋望遠鏡也難以測量。
C/1907 G1彗星的軌道與C/1742 C1彗星相似，然而C/1907 G1本質上比那顆彗星更暗淡。該彗星的軌道非常靠近地球，近地點距離地球0.003天文單位（45萬公里；28萬英里）；地球於3月30日越過該點。

## 外部連結
- C/1907 G1 at the JPL Small-Body Database
  - Close approach · Discovery · Ephemeris · Orbit diagram · Orbital elements · Physical parameters